# Şəhriyar Məmmədov
Şəhriyar Əliağa oğlu Məmmədov (ur. 5 marca 1990) – azerski zapaśnik walczący w stylu klasycznym. Zajął dziesiąte miejsce na mistrzostwach świata w 2014. Siódmy na mistrzostwach Europy w 2016. Pierwszy w Pucharze Świata w 2015; trzeci w 2014. Wicemistrz Azerbejdżanu w 2013 i 2014; trzeci w 2010, 2011, 2012 i 2015 roku.